# پر سارتو یورنسن
پر سارتو یورنسن (انگلیسی: Per Sarto Jørgensen؛ زادهٔ ۳ مارس ۱۹۴۴) دوچرخه‌سوار اهل دانمارک است.